# Gran Premi de l'est dels Estats Units del 1986
Resultats del Gran Premi de l'est dels Estats Units de Fórmula 1 de la temporada 1986, disputat a Detroit el 22 de juny del 1986.
| Pos | No | Pilot              | Equip                    | Voltes | Temps/ Retirada  | Pos. de sortida | Punts |
| --- | -- | ------------------ | ------------------------ | ------ | ---------------- | --------------- | ----- |
| 1   | 12 | Ayrton Senna       | Lotus - Renault          | 63     | 1h 51' 13. 1     | 1               | 9     |
| 2   | 26 | Jacques Laffite    | Ligier - Renault         | 63     | + 31.017 s       | 6               | 6     |
| 3   | 1  | Alain Prost        | McLaren - TAG            | 63     | + 31.824 s       | 7               | 4     |
| 4   | 27 | Michele Alboreto   | Ferrari                  | 63     | + 1' 30.936 min. | 11              | 3     |
| 5   | 5  | Nigel Mansell      | Williams - Honda         | 62     | + 1 Volta        | 2               | 2     |
| 6   | 7  | Riccardo Patrese   | Brabham-BMW              | 62     | + 1 Volta        | 8               | 1     |
| 7   | 11 | Johnny Dumfries    | Lotus - Renault          | 61     | + 2 Voltes       | 14              |       |
| 8   | 14 | Jonathan Palmer    | Zakspeed                 | 61     | + 2 Voltes       | 20              |       |
| 9   | 4  | Philippe Streiff   | Tyrrell - Renault        | 61     | + 2 Voltes       | 18              |       |
| 10  | 8  | Derek Warwick      | Brabham - BMW            | 60     | + 3 Voltes       | 15              |       |
| Ret | 17 | Christian Danner   | Arrows - BMW             | 51     | Part elèctrica   | 19              |       |
| Ret | 25 | René Arnoux        | Ligier - Renault         | 46     | Accident         | 4               |       |
| Ret | 18 | Thierry Boutsen    | Arrows - BMW             | 44     | Accident         | 13              |       |
| Ret | 23 | Andrea de Cesaris  | Minardi - Motori Moderni | 43     | Caixa canvi      | 23              |       |
| Ret | 6  | Nelson Piquet      | Williams - Honda         | 41     | Accident         | 3               |       |
| Ret | 28 | Stefan Johansson   | Ferrari                  | 40     | Part elèctrica   | 5               |       |
| Ret | 19 | Teo Fabi           | Benetton - BMW           | 38     | Caixa canvi      | 17              |       |
| Ret | 16 | Eddie Cheever      | Lola - Ford              | 37     | Estabilitat      | 10              |       |
| Ret | 15 | Alan Jones         | Lola - Ford              | 33     | Estabilitat      | 21              |       |
| Ret | 22 | Allen Berg         | Osella - Alfa Romeo      | 28     | Part elèctrica   | 25              |       |
| Ret | 3  | Martin Brundle     | Tyrrell - Renault        | 15     | Part elèctrica   | 16              |       |
| Ret | 21 | Piercarlo Ghinzani | Osella - Alfa Romeo      | 14     | Turbo            | 22              |       |
| Ret | 2  | Keke Rosberg       | McLaren - TAG            | 12     | Transmissió      | 9               |       |
| Ret | 20 | Gerhard Berger     | Benetton - BMW           | 8      | Motor            | 12              |       |
| Ret | 24 | Alessandro Nannini | Minardi - Motori Moderni | 3      | Turbo            | 24              |       |
| Ret | 29 | Huub Rothengatter  | Zakspeed                 | 0      | Part elèctrica   | 26              |       |

## Altres
- Pole: Ayrton Senna 1' 38. 301

- Volta ràpida: Nelson Piquet 1' 41. 233 (a la volta 41 de 63)